# Понселе, Жан-Виктор
Жан-Викто́р Понселе́ (фр. Jean-Victor Poncelet; 1 июля 1788, Мец, — 22 декабря 1867, Париж) — французский математик, механик и инженер, создатель проективной геометрии, один из основоположников изучения свойства усталости материалов в материаловедении. Член Парижской АН (1834), её президент в 1842 г. Член-корреспондент Петербургской АН (1857).

## Биография
Окончил Политехническую школу в Париже (1810 г.), Инженерную школу в Меце (1812 г.). Ученик Г. Монжа.
В 1812 г. в чине поручика инженерных войск наполеоновской армии был направлен (после участия в укреплении острова Валхерена) в армию, продвигавшуюся вглубь России. 18 ноября 1812 г. в сражении под Красным был тяжело ранен и взят в плен, после чего в 1812—1814 гг. находился в Саратове. В саратовском плену написал (в основном) свой трактат о проективных свойствах фигур, а также трактат по аналитической геометрии (семь тетрадей, изданных впоследствии — в 1862—1864 гг. — под заглавием «Applications d’Analyse et de Géometrie»).
Вернувшись в 1814 г. во Францию, был назначен в Мец, где после поражения французских войск при Ватерлоо принимал участие в защите города. С 1815 г. преподавал в военной школе (где он ввёл в употребление русские счёты, с которыми познакомился в саратовском плену; во Франции в то время вычисления обычно производились «на бумажке»).
Продолжая заниматься проективной геометрией, Понселе в 1815—1820 гг. закончил свой «Трактат о проективных свойствах фигур» и напечатал в 1822 г. его первый том. Второй том трактата был опубликован лишь в 1866 г. (после того, как в 1864 г. вышло второе издание первого тома).
К занятиям механикой Понселе обратился после того, как военный министр поручил ему вести в Мёцской артиллерийско-инженерной школе (Ecole d’application de Metz) курс практической механики. Понселе согласился; он стал профессором этой школы (1824 г.), а в 1825—1827 гг. преподавал в ней практическую механику (к чтению курса Понселе готовился тщательно, предварительно посетив фабрики и заводы во Франции, Нидерландах и Германии). Результатом работы в этой новой для Понселе области стал сначала «Курс механики, применённой к машинам» (1826 г.), а затем — изложенное более элементарно «Введение в индустриальную, физическую или экспериментальную механику» (1829 г.). Обе книги представляют собой классические произведения по прикладной механике, отличающиеся простотой, ясностью и полнотой изложения; первая из них, вышедшая в Меце в литографированном издании, быстро разошлась по многим странам.
Надо сказать, что в 20-е годы XIX в. во Франции складывается особое направление механики — «индустриальная механика», ориентированное на разнообразные насущные вопросы инженерной практики. В идейном плане оно оформилось в работах ведущих представителей данного направления, к которым относились: Ж. Кристиан — «Индустриальная механика» (1822—1825 гг.), Ш. Дюпен — «Геометрия и механика технических искусств и ремёсел» (1827 г.), Ж.-В. Понселе — «Курс индустриальной механики, читанный мастерам и рабочим» (1827—1829 гг.), Г. Г. Кориолис — «Вычисление эффекта машин» (1829 г.). При этом сам термин «индустриальная механика» принадлежит Понселе.
Приглашённый в Парижскую академию наук в 1834 г., Понселе был уполномочен организовать преподавание курса прикладной механики на Факультете наук (Faculté des Sciences) Парижского университета, и в 1838—1848 гг. он занимает должность профессора этого университета.
В 1848 г. Понселе возвращается в свою «альма матер» — Политехническую школу, возглавляет её до 1850 г., а после уходит в отставку.
В 1848 г. Понселе был членом Национального собрания Французской Республики.
Его имя внесено в список величайших учёных Франции, помещённый на первом этаже Эйфелевой башни.

## Научная деятельность
Основные научные работы Понселе относятся к проективной геометрии, теории машин, индустриальной механике, экспериментальной механике.

### Работы по математике
Появившийся в 1822 г. «Трактат о проективных свойствах фигур» Понселе представлял собой объёмистый том, где содержались все основные понятия этой новой ветви геометрии, такие как: гармоническое отношение, перспективность, проективность, инволюция, циклические точки на бесконечности. Понселе показал, что фокусы конического сечения можно трактовать как пересечение касательных к данному сечению, проведённых из циклических точек. В «Трактате» содержалась также теория многоугольников, вписанных в какое-либо коническое сечение и описанных около другого такого сечения (так называемая «проблема замыкания» Понселе).
Данной тематике Понселе посвятил и несколько статей, помещённых в «Annales Math. Gergonne». В них, как и в трактате, изучались свойства прямых, кругов и конических сечений, рассматриваемых как центральные или перспективные проекции других фигур того же рода, излагалась теория взаимных полюсов и поляр, теория центров подобия фигур, геометрические свойства общих касательных к двум коническим сечениям и взаимно прикасающихся фигур и т. п.
Типичным для способа мышления Понселе был принцип непрерывности, позволявший ему выводить свойства одной фигуры из свойств другой. Данный принцип, в частности, дал возможным Понселе установить, что все окружности на плоскости имеют две общие мнимые точки на бесконечности; а это привело, в свою очередь, к понятию бесконечно удалённой прямой в проективной плоскости.
Кроме статей по геометрии, помещённых в «Ann. Gergonne», есть статьи Понселе в «Corresp. math. Quetelet» (о теоремах относительно кривых линий 3-го порядка), в «Mém. savans élran g.» (исследование о вычислении рядов) и в «Nouv. ann. math.» (об одной поверхности 4-го порядка).

### Работы по механике
Свои занятия чистой математикой Понселе сочетал с деятельностью в качестве военного инженера. В этом качестве он — кроме работ технического характера по строительной механике (в числе которых был интересный проект подъёмного моста с переменным противовесом) — занимался исследованиями течения воздуха по трубам («Exper. de Pecquer relat. а l' é coulem. d’air dans les tubes», «C. R.», т. 21), паровыми машинами («Les pressions dans le cylindre des mach. а vapeur», «C. R», т. 17), гидравлическими двигателями (разработал в 1825 г. новый тип лопастей водяных колёс — колесо Понселе) и сооружениями («Syst. d' écluse a flotteur», «С. R.», т. 20), теорией сводов («Théories de l’equil. des voûtes», «С. R.», т. 35), теорией маятника Фуко («Oscillat, tourn. du pendule et l’influence de la rotat. de la terre», «C. R.», т. 51).
Школе индустриальной механики современные механика и физика обязаны введением термина «работа» в том его значении, которое применяется и поныне. До этого та же величина встречалась под различными наименованиями («количество движения», «динамический эффект» и т. п., а также и «работа», но не систематически) у А. Навье и Г. Прони. Есть этот термин и у Ж. Кристиана, но именно Понселе и одновременно с ним Г. Г. Кориолис ввели в регулярное употребление понятие работы силы на элементарном перемещении точки её приложения.
Опираясь на понятие работы, Понселе и Кориолис разработали энергетические принципы индустриальной механики (то есть принципы сравнения затраченной и полезной работы машины), войдя в число основоположников динамики машин, которая именно в школе индустриальной механики оформляется как самостоятельная дисциплина.
В 1838 г. в мемуаре «К теории механического действия турбины Фурнейрона» Понселе теоретически осмыслил и обобщил опытные и технические данные о турбинах, накопившиеся к тому времени. Эта работа послужила основой так называемой струйной теории турбин, господствовавшей при расчёте действия турбин вплоть до начала XX века и исходившей из теоремы об изменении кинетической энергии.

## Память
В 1964 г. Международный астрономический союз присвоил имя Понселе кратеру на видимой стороне Луны.

## Основные труды
- (1822) Traité des propriétés projectives des figures (см. в SICD Universities of Strasbourg — Digital old books)
- (1826) Cours de mécanique appliqué aux machines
- (1829) Introduction a la mécanique industrielle, physique ou expérimentale
- (1838) Théorie des effets mécaniques de la turbine Fourneyron
- (1862/64) Applications d’analyse et de géométrie